# سرخیو گیل (بازیکن فوتبال، زاده ۱۹۹۶)
سرخیو گیل (انگلیسی: Sergio Gil؛ زادهٔ ۱۰ مهٔ ۱۹۹۶) بازیکن فوتبال اهل اسپانیا است.
از باشگاه‌هایی که در آن بازی کرده‌است می‌توان به باشگاه فوتبال رئال ساراگوسا اشاره کرد.